# Apalit
Apalit là một đô thị hạng 1 ở tỉnh Pampanga, Philippines. Theo điều tra dân số năm 2007, đô thị này có dân số 97.296 người.
Thĩ xã có diện tích 72 km². Các khu vực giap ranh: Macabebe, Masantol, Minalin và San Simon thuộc Pampanga, Calumpit thuộc Bulacan.

## Barangay
Apalit được chia thành 12 barangay.
- Balucuc
- Calantipe
- Cansinala
- Capalangan
- Colgante
- Paligui
- Sampaloc
- San Juan (Pob.)
- San Vicente
- Sucad
- Sulipan
- Tabuyuc (Santo Rosario)